# Амбалема
Амбалема (ісп. Ambalema) — місто і муніципалітет в колумбійському департаменті Толіма. Місто було засноване 1627 року на березі річки Маґдалена, а 1776 року отримало статус муніципалітету. В 19 столітті місто було головних центром вирощування тютюна. Зараз тут розвинуто скотарство та вирощування рису, кукурудзи, бавовникв і кунжута. Також тут популярний туризм, як до самого міста, так і до озер та інших природних пам'яток муніципалітету.
| Колумбія | Це незавершена стаття з географії Колумбії. Ви можете допомогти проєкту, виправивши або дописавши її. |